# 5389 Choikaiyau
5389 Choikaiyau (1981 UB10) là một tiểu hành tinh vành đai chính được phát hiện ngày 29 tháng 10 năm 1981 bởi Purple Mountain Obs. ở Nanking.